# Ong bắp cày Garuda
Ong bắp cày Gadura (Danh pháp khoa học:Megalara garuda) là một loài ong bắp cày mới vừa được tìm thấy tại dãy núi Mekongga phía đông nam đảo Sulawesi của Indonesia vào năm 2011 do công của nhà nghiên cứu Lynn Kimsey thuộc Đại học California của Mỹ. Loài ong này được đặt tên là Garuda theo một biểu tượng của quốc gia Indonesia.

## Đặc điểm sinh học
Đây là một loài ong to lớn nhất trong họ nhà ong có chiều dài 3,3 cm với cái hàm có kích thước to lớn so với tỷ lệ cơ thể, khi phần hàm mở ra thì nó còn dài hơn cả chân trước. Hàm to lớn của loài ong này vừa có tác dụng tự vệ vừa giúp ong đực dễ dàng ôm ong cái trong lúc giao phối. Kích cỡ kềnh càng và tính chất hung bạo, loài ong bắp cày này được ví như rồng Komodo trong thế giới ong. Ong thuộc kiểu ong chiến binh.